# Чуприн Леонід Максимович
Леонід Максимович Чупри́н (рос. Леонид Максимович Чуприн; нар. 2 березня 1908, Ростов-на-Дону — пом. 11 травня 1971, Київ) — український радянський архітектор.

## Біографія
Народився 18 лютого (2 березня) 1908 року в Ростові-на-Дону (тепер Росія). 1938 року закінчив Всеросійську академію мистецтв в Ленінграді (вчився у архітектора Л. Руднєва). Працював в Києві. Член ВКП(б) з 1941 року.
Помер в Києві 11 травня 1971 року.

## Творчість
Серед споруд — вокзальні комплекси в:
- Одесі з архітектурним рішенням привокзальної площі (1952, співавтор інженер В. Березницький);
- Магнітогорську (1957, співавтор інженер Т. Сидамонідзе);
- Цілинограді, Новокузнецьку (1958, співавтори архітектор І. Пестряков, інженер І. Красильников);
- Челябінську (1965, об'єднані залізничний і автобусний вокзали, співавтори С. Крушинський, Т. Сидамонідзе);
- Житомирі (1970, співавтори С. Крушинський, інженер Б. Юрченко);
- Києві (1970, зал для пасажирів над залізничним шляхом та навіс над пероном, співавтори С. Крушинський, інженер Т. Сидамонідзе).

Автор графічних і живописних творів. Виступав з науковими статтями з питань архітектури.